# 查克·瓦拉
查克·瓦拉，CH，CBE（Chad Varah，1911年11月12日—2007年11月8日），英國聖公會牧師，撒瑪利亞會創辦人。有「自殺防治之父」之稱。
1940年他和蘇珊（Susan Whanslaw）在倫敦南部萬斯佛茲（Wandsworth）結婚。他們有四個兒子（包括三胞胎）和一個女兒。他的妻子在1970年代成了母親聯盟（Mothers' Union）全球總理，她死於1993年。